# Bondsstad
De bondsstad (Duits: Bundesstadt, Frans: La ville fédérale, Italiaans: Capitale federale) is de facto de hoofdstad van Zwitserland en dat is Bern. Officieel heeft Zwitserland geen hoofdstad, hetgeen een gevolg is van bepalingen in de grondwet van 1848. Zowel centralistische als radicaal federalistische krachten hebben de keuze van een hoofdstad tegengehouden.
De bondsstad geeft aan dat het de regering van de bond, de overheid van de bond en de wetgevende machten op bondsniveau heeft opgenomen binnen de stadsgrenzen.
Op 28 november 1848 waren er drie steden kandidaat om bondsstad van Zwitserland te worden, namelijk Zürich (economisch en politiek de machtigste stad), Luzern (centraal gelegen) en Bern (ook centraal en bovendien in de nabijheid van het Franstalige Romandië). Uiteindelijk is Bern als bondsstad gekozen, omdat Luzern onmogelijk beloond kon worden na de Sonderbund-oorlog en de macht van Zürich niet nog verder versterkt kon worden.

## Duitsland
Ook Duitsland kent een "bondsstad": Bonn, de vroegere hoofdstad van de Bondsrepubliek Duitsland, draagt de titel Bundesstadt voor de naam sinds de regeringszetel in de jaren 90 verplaatst werd naar Berlijn.